# 紀念孫中山公園 (巴士站)
紀念孫中山公園（葡萄牙語：Parque M. Dr. Sun Yat Sen）位於澳門半島花地瑪堂區的一個中途站，位於何賢紳士大馬路往筷子基方向。新福利25B、51A、65、MT4路線；澳巴30路線途經此站。

## 歷史
- 1990年9月，16路線新增停靠此站。[1]

- 1997年8月8日，30路線開設，新增途經此站。[2]

- 2008年12月7日，交通事務局實施的第一階段巴士路線調整，34路線縮短行程，新增停靠此站。[3][4]

- 2013年3月16日，為配合台山區巴士服務調整，16路線取消停靠此站。[5]

- 2016年8月29日，30X、51A路線開設，新增停靠此站。[6][7]

- 2017年3月17日，為配合何賢紳士大馬路行人天橋改善工程，本站臨時遷移往白朗古將軍大馬路方向約125米的臨時站，工期約132日。[8]

- 2017年8月31日，MT4路線新增停靠此站的臨時站。[9]

- 2017年9月1日，因應此站旁邊的行人天橋維修工程完成及應對開學交通流量，本站重新運作，同時1路線新增停靠此站；MT4路線調整至此站為總站；9和9A路線以本站為落客站；另外，30X路線暫不停靠此站。[10]

- 2017年9月4日起，因關閘總站受到來自颱風天鴿的嚴重風暴潮破壞而停用，30X路線總站由「李寶椿街」站調整至「關閘廣場」站，上述臨時措施永久實行。[11]

- 2018年4月14日，34路線取消停靠此站。[12]

- 2018年4月28日，“牧場街總站”全面啟用，9、9A路線取消停靠此站。[13]

- 2018年6月16日，1路線取消停靠此站。[14]

- 2018年12月15日，MT4路線恢復停靠“關閘總站”，往氹仔客運碼頭方向維持途經此站。[15][16]

- 2019年8月17日，為配合青洲坊總站啟用和改善台山區內部分路線服務，25B路線新增停靠此站。[17][18]

- 2020年9月9日10:00至17日，因應何賢紳士大馬路重鋪路面工程，本站臨時停用，並遷往牧場街方向、距離此站原站點約70米之臨時站上落，期間34路線停靠該臨時站。[19]

- 2023年12月2日，65路線新增停靠本站。[20]

## 設施
- 侯車亭

## 各車道安排
- 單一行車道

## 路線資料
| 新福利 | 25B | 關閘 關閘總站  | 橫琴澳方口岸 輕軌橫琴站     | - 台山（街總服務大樓） - 逸園賽狗場 - 美副將大馬路（市政狗房、望廈山、愉景花園） - 二龍喉公園 - 得勝花園 - 塔石體育館 - 水坑尾 - 亞馬喇前地 - 史伯泰（麗景灣酒店） - 氹仔市區（泉澧、泉裕） - 澳門運動場（ 輕軌運動場站） - 望德聖母灣（ 輕軌排角站） - 路氹連貫公路（新濠天地） - 美獅美高梅及倫敦人 - 鏡湖護理學院 - 蓮花路停車場（ 輕軌蓮花站） |
| 澳巴   | 30  | ↺ 氹仔中央公園 | 青洲坊                      | |
| 新福利 | 51A | 蝴蝶谷大馬路   | 海擎天                      | - 青茂口岸及青洲坊 |
| 新福利 | 65  | 牧場街         | ↺ 司打口                    | - 台山（鄭觀應公立學校、新城市、華大新村） - 提督馬路（賈梅士商業中心） - 高士德 - 羅理基（馬六甲街停車場） - 城市日大馬路（凱旋門、永利、美高梅） - 旅遊塔 - 媽閣碼頭（ 輕軌媽閣站） - 河邊新街（凱泉灣） |
| 新福利 | MT4 | 關閘 關閘總站  | 氹仔客運碼頭 輕軌氹仔碼頭站 | - 台山（青茂口岸、青洲坊） - 綠楊花園 - 林茂塘（信譽灣畔） - 沙梨頭（海邊新街） - 十六浦 - 河邊新街（司打口、下環） - 媽閣廟及媽閣交通樞紐（ 輕軌媽閣站） - 氹仔海濱休憩區 - 海洋花園（海洋廣場、衛生中心）（ 輕軌海洋站） - 南新花園（ 輕軌馬會站） - 氹仔市區（中央公園、泉亮） - 氹仔嘉樂庇馬路（茵景園、大潭山壹號） - 路氹連貫公路（新濠天地、倫敦人） - 澳門協和醫院（ 輕軌協和醫院站） - 蓮花路 - 溜冰路（澳門東亞運動會體育館） - 上葡京及永利皇宮 |

## 鄰近公共運輸站
M18 牧場街總站（Rua dos Currais／Terminal）
路線：9、9A、16、16S、18、29、34、65

## 外部連結
- 新福利官方網站 （繁體中文） （页面存档备份，存于）
- 澳巴官方網站 （繁體中文） （页面存档备份，存于）